# Giovanni Antonio Galignani
Pour les articles homonymes, voir Galignani.

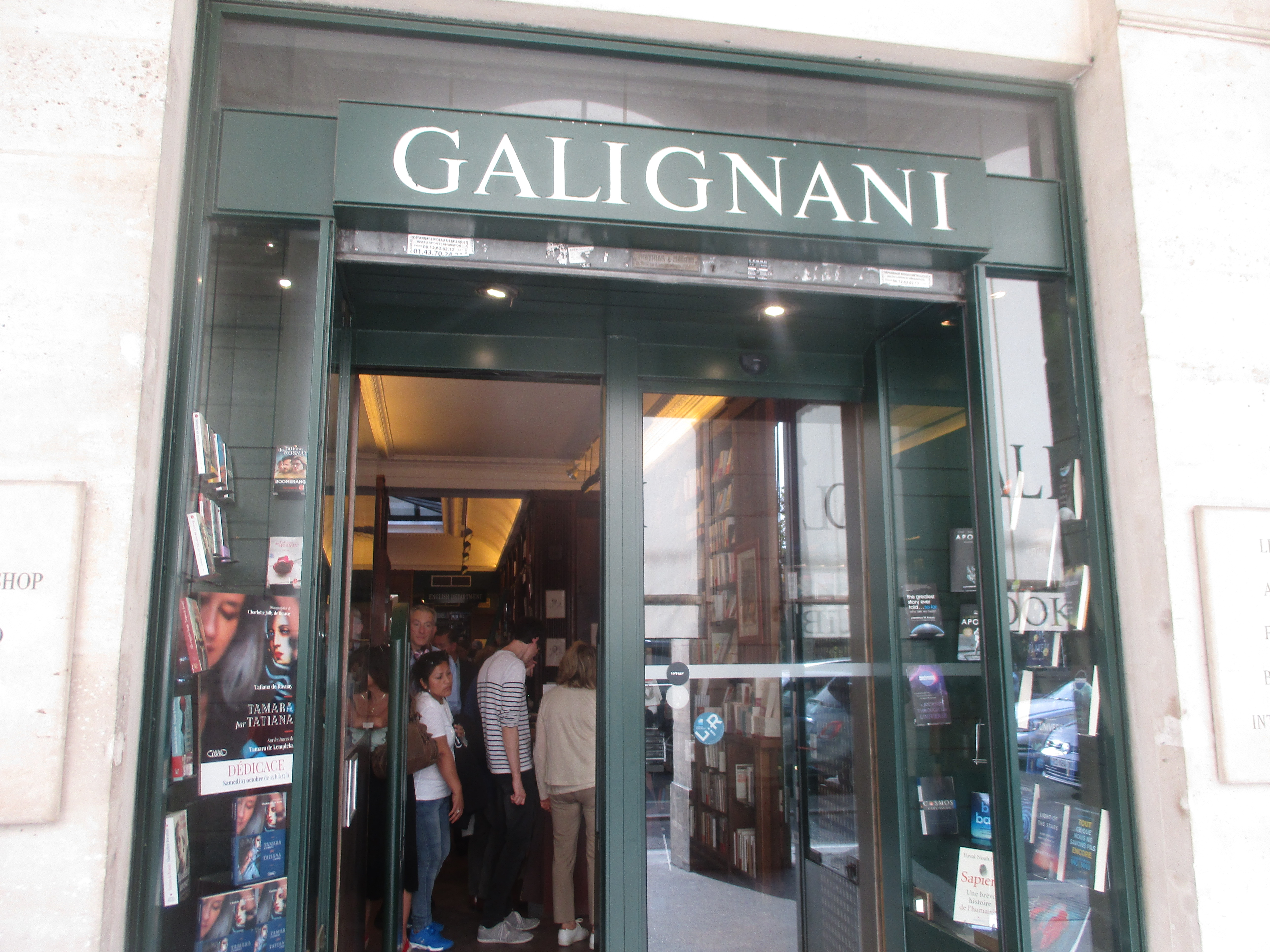
Librairie Galignani, rue de Rivoli

Giovanni Antonio Galignani, né à Palazzolo en 1757 et mort à Paris le 20 janvier 1821, est un rédacteur, compilateur, cartographe, éditeur de journaux, libraire, éditeur, et propriétaire italien d’un cabinet de lecture anglaise.

## Biographie
Galignani commence une carrière de messager avant de venir, en 1793, à Paris où il enseigne les langues. Parti à Londres en 1795, il épouse une Anglaise Anne Parsons (1776-1822) et fonde, de concert avec elle, une librairie avec salon de thé pour les conversations en italien et en anglais. En 1799, il revient à Paris et y établit en 1801 une « circulating library », un cabinet de lecture, au no 18 de la rue Vivienne (numérotage de l'époque), avant d’être transféré au no 224 de la rue de Rivoli, où on trouvait les grands journaux anglais et américains, un salon spécial étant affecté à leur lecture. La facilité de se procurer, soit dans les grands hôtels, soit dans certains kiosques des boulevards, les principaux journaux étrangers causa la disparition de ce salon de lecture qui n’avait plus que de rares abonnés. Le prix de l’abonnement était quelque peu élevé et variait suivant que l’on prenait trois, cinq ou huit volumes à la fois. L’établissement de Galignani existe encore jusqu’à ce jour : ce n’est plus un cabinet de lecture, mais une librairie, toujours au même endroit, la plus vieille librairie anglophone du continent européen.
Galignani, qui tenait également le dépôt d’encre de la fabrique Walker de Londres, lance en 1801 avec sa femme le mensuel Repertory of English literature, qui deviendra hebdomadaire à partir de 1817. En 1814, c’est le Galignani’s Messenger, mentionné par Tourgueniev dans son roman Pères et Fils en 1862, et par Joris-Karl Huysmans dans son roman À rebours. De 1805 à 1811, il est également éditeur, avec sa femme et son beau-père, sous le nom de société de Parsons, Galignani et compagnie puis, à partir de 1811, également sous le nom de Librairie française et étrangère. Il lance, en 1814, la publication du guide de Paris, en langue anglaise, intitulé Galignani's Paris guide sous-titré Stranger's companion through the French metropolis. Régulièrement remis à jour, il existait encore à la fin du siècle.
Giovanni Antonio Galignani meurt à Paris en 1821. Ses fils John Anthony (1796-1873) et William (1798-1882) Galignani ont repris sa succession.

## Publications
- Twenty-four lectures on the Italian language delivered at the Lyceum of Arts, Sciences, and Languages ; ... By Mr. Galignani. London : printed for the author, and sold by Messrs. B. and J. White; Mr. Edwards; Messrs. Hookham and Carpenter ; Mr. Emsley ; Mr. Longman ; Mr. Cawthorne ; Mr. Heptinstall ; and by the author, 1796.
- Twenty-four lectures on the Italian language by Mr. Galignani. In this second edition, the work is enlarged one third, by numberless additions and improvements by the editor, Antonio Montucci. Edinburgh, printed by C. Stewart, ... for T. Boosey, ... London., 1806.
- Italian extracts, being an extensive selection from the best classic & modern Italian authors preceded by a copious vocabulary with familiar phrases and dialogues by the editor, Antonio Montucci, 2de éd., Londres, Boosey, 1818.
- Traveller's guide through Italy, Paris, 1819.
- Traveller's guide through France, Paris, 1819.